# Diradops zootita
Diradops zootita là một loài tò vò trong họ Ichneumonidae.